# CHIBA TOYOTA presents TREASURE OASIS!
CHIBA TOYOTA presents TREASURE OASIS!（ちばトヨタプレゼンツ・トレジャーオアシス!）は、bayfmで2008年6月28日までの約7年間、毎週土曜日11:00 から約1時間放送されていたラジオ番組である。DJは小島嵩弘・松崎麻矢 の2人。ただし、開始当初の男性DJはブラザー・コーンであった。
放送は幕張にあるbayfm本社のスタジオマリブから行われていた。

## 概要
この番組では、アウトドアや様々な遊びから「ニューライフスタイル」を提案していくという番組である。
また、毎回テーマを出してリスナーからメールやFAXを募集したり、DJの2人がトークをしたりする。

## 交通情報
11:15分頃になるとbayfm traffic updatesが入る。日本道路交通情報センターの担当者が情報を伝え終えるところまでは普通の交通情報と変わりないが、交通情報の読み上げが終わると松崎が担当者に呼びかけ、その週のテーマに沿ったトークが始まる。一方の小島は、男女問わず担当者の苗字ではなく、呼び捨てではあるが下の名前で呼びかけ、親しみを持って話をする。
この交通情報は普段はトークすることのない日本道路交通情報センター（JARTIC）の担当者とトークをするので、JARTICの人の素顔が垣間見える。ある意味、この番組のメインともいえるコーナーである。

## 番組名及びスポンサーについて
当初はスポンサーが付いていなかったため、単に番組名は「TREASURE OASIS!」だった。のちにボーダフォン（現：ソフトバンクモバイル）がスポンサーになったことにより、頭に「Vodafone presents」が付き、のちにスポンサーが千葉トヨタに変更になったことにより頭に「CHIBA TOYOTA」が付いた。